# Le Choc amoureux
Le Choc amoureux (titre original Innamoramento e amore) est un livre du sociologue Francesco Alberoni qui est devenu un succès d'édition depuis sa parution en 1979 et sa traduction en vingt langues. Il traite d’un parallèle entre les mouvements sociaux et le coup de foudre, ainsi que de l’énamoration comme « état naissant ».
« Qu'est-ce que tomber amoureux ? C'est l'état naissant d'un mouvement collectif à deux ».

## De «l’énamoration» comme reconstruction
Dans la grisaille du présent, nous attendons un jour nouveau, une vie nouvelle, un printemps nouveau, une rédemption, un rachat, une revanche, une révolte.
L'état naissant est une révolution de la vie quotidienne ; aussi peut-il se déployer lorsqu'il réussit à la bouleverser, c'est-à-dire lorsque la vie peut prendre une autre direction, nouvelle, voulue et intéressante.

## De l’animal sauvage libre à l’animal domestique
Lorsqu'on tombe amoureux l'autre apparaît toujours plein d'une vie débordante. Il est en effet l'incarnation de la vie dans l'instant de sa création, dans son élan, la voie vers ce que l'on n'a jamais été et que l'on désire être. L'aimé est donc toujours une force vitale libre, imprévisible, polymorphe. Il est comme un superbe animal sauvage, extraordinairement beau et extraordinairement vivant. Un animal dont la nature n'est pas d'être docile mais rebelle, n'est pas d'être faible, mais fort. La grâce est le miracle qu'une telle créature devienne douce à notre égard et qu'elle nous aime.
Peu à peu, il devient domestique, disponible, toujours prêt, toujours reconnaissant. Ce faisant la superbe bête sauvage se transforme en un animal domestique, la fleur tropicale, arrachée à son milieu, s'étiole dans le petit vase posé sur la fenêtre.
Plus l'amour naissant s'entête à tout réaliser dans le concret, dans le pragmatique, dans les faits, plus il est condamné à s'éteindre.

## Inspirations
La chanteuse française Mylène Farmer s'est beaucoup inspirée du livre de Alberoni pour son album Innamoramento sorti en 1999.